# Der junge Rechtsgelehrte
Der junge Rechtsgelehrte (DJR) war eine juristische Ausbildungszeitschrift.
Unter der Ägide von Artur Weinmann erschien sie von 1924 bis 1933 alle zwei Wochen. Nach der Ausschaltung Weinmanns war Paul Oertmann Herausgeber, nach dessen Tod bis zur Einstellung der Zeitschrift mit Heft 2/3 des 19. Jahrgangs 1943 Oberregierungsrat Karl Doerner.

## Rubriken
Vereinfacht dargestellt bestand „Der junge Rechtsgelehrte“ aus folgende Rubriken:
- kritischer Überblick über aktuelle Gesetzesnovellierungen
- Aufsätze
- Fallbearbeitung und Klausuren
- Rechtsprechungsübersicht
- Buchrezensionen

Charakteristisch war die in mehreren Aufsätzen formulierte harsche Kritik an den bestehenden Formen der Juristenausbildung, der viel Raum zugestanden wurde, so dass für dogmatisch orientierte Arbeiten nur wenig Platz blieb.
Nennenswert ist auch die Darstellung von juristischen Falllösungen im Gutachten- und im Urteilsstil. Dadurch wurde sowohl dem geneigten Studenten als auch dem Referendar eine Lösung in der Form, wie sie von ihm in dem jeweils angestrebten Examen erwartet wurde, an die Hand gegeben.
Im Laufe des Jahres 1933 bekam die Zeitschrift eine eindeutige nationalsozialistische Tendenz.